# Tom Lengy
Tom Lengy (hebreiska: טום לנגי), född 22 november 2006, är en israelisk stavhoppare.

## Karriär
Lengy gjorde internationell mästerskapsdebut vid U20-inomhusbalkanmästerskapen 2025 i Sofia, där han tog silver med ett hopp på 4,72 meter. I juli samma år slutade han på nionde plats vid balkanmästerskapen i Volos med ett hopp på 4,70 meter. Följande månad slutade Lengy på sjunde plats vid U20-EM 2025 i Tammerfors med ett hopp på 5,30 meter.
Lengy har blivit israelisk mästare en gång i stavhopp (2025).